# تاكويا هيتومي
تاكويا هيتومي (باليابانية: 人見 拓哉) (مواليد 18 ديسمبر 1997) هو لاعب كرة قدم ياباني.

## وصلات خارجية
- تاكويا هيتومي على موقع رابطة كرة القدم اليابانية للمحترفين (اليابانية)
- تاكويا هيتومي على موقع قاعدة بيانات كرة القدم.إي يو (الإنجليزية)
- تاكويا هيتومي على موقع Soccerway.com (الإنجليزية)
- تاكويا هيتومي على موقع عالم كرة القدم.نت (الإنجليزية)